# Velzna
Velzna est une des grandes métropoles étrusques.
Selon Tite-Live, les représentants des douze cités-États, formant la dodécapole que comptait l'Étrurie, s'y réunissaient chaque année pour élire leur roi dont la fonction était de régler leurs différends internes et de mener une politique étrangère commune. S'y tenaient des concilia, ensemble de jeux, marchés et foires dans une vaste plaine. 
La localisation de Velzna est controversée depuis le XIXe siècle. Deux sites se disputent son emplacement : Bolsena et, selon la thèse qui prévaut aujourd'hui, Orvieto. La vaste plaine indiquée par les textes antiques correspondrait à celle du Campo della Fiera à Orvieto à la suite des fouilles archéologiques récentes menées notamment par Cl. Bizzarri et Simonetta Stopponi qui y situent, parmi les restes de temples retrouvés, le sanctuaire fédéral de la dodécapole étrusque, le Fanum Voltumnae. Toutefois cette identification est encore discutée au sein des spécialistes.
En 264 av. J.-C., sous la conduite du consul Marcus Fulvius Flaccus, Rome s'empare de cette cité étrusque. Le consul érige par la suite un temple à Vertumnus sur l’Aventin à Rome. Les habitants de Velzna (l'ancienne) qui avaient survécu au sac qui détruisit la ville, furent déportés à Volsinies (Volsinii novi, soit « la nouvelle »), site localisé avec certitude, lui, sur la rive septentrionale du lac de Bolsena. Les Romains pillèrent la ville et ses sanctuaires et en rapportèrent, selon Pline l'Ancien, près de 2 000 statues de bronze. Le dieu Voltumna, latinisé en Vertumnus, fut solennellement déclaré dieu protecteur de la cité. Ce fut la fin de la dernière cité étrusque indépendante. L'année -264 est donc une année-charnière, en ce qu'elle clôt l'époque de l'Italie pré-romaine et ouvre celle des grandes conquêtes extra-italiennes de Rome avec le début de la première guerre punique.